# Zachary Stevens

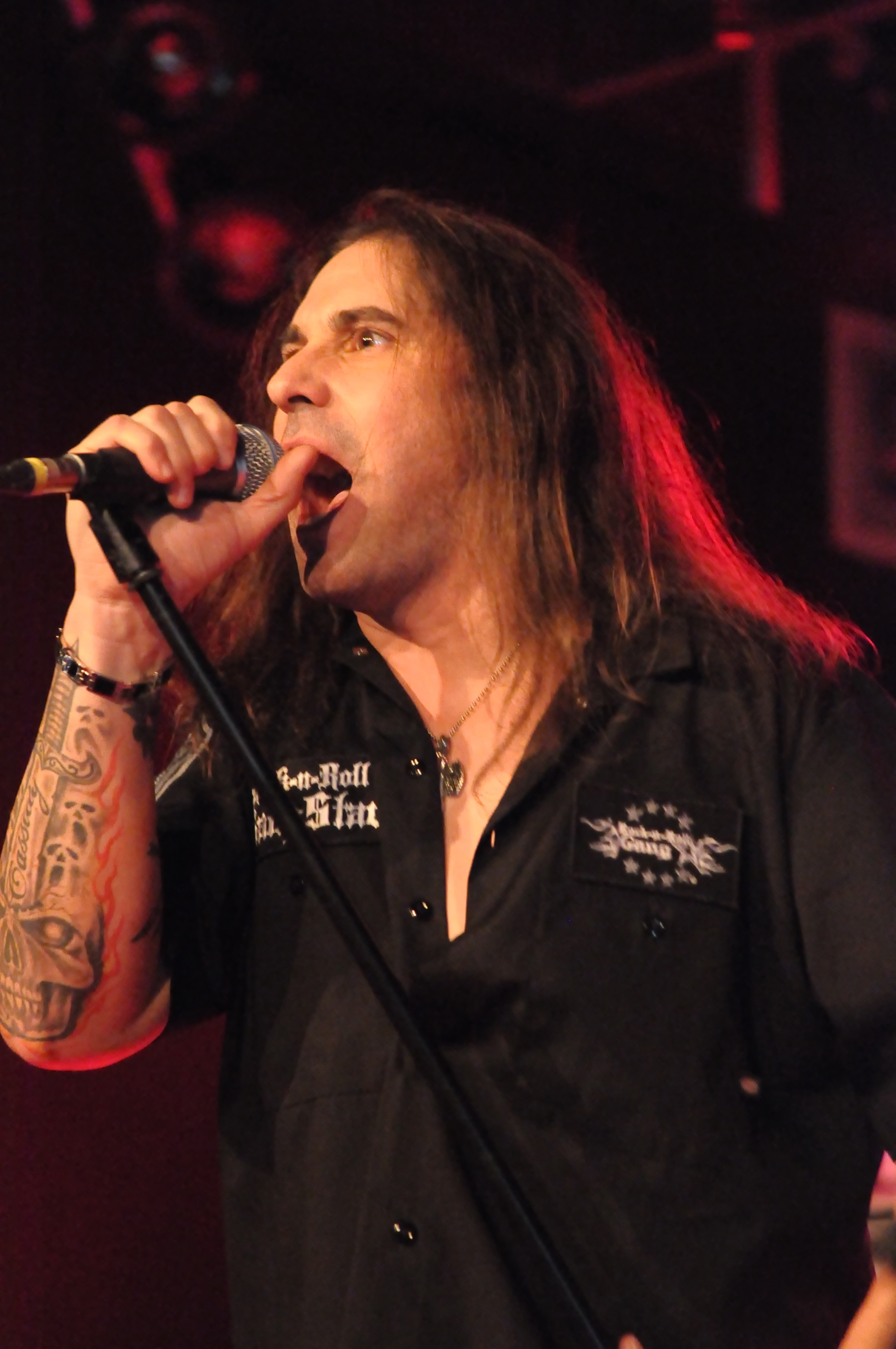
Stevens mit Savatage (2014)

Zachary „Zak“ Stevens (* 1966; eigentlich Zachary Trussell) ist ein US-amerikanischer Sänger. Er ist der Leadsänger der Heavy-Metal-Band Circle II Circle und Savatage.

## Biografie
Stevens ist bosnischer Herkunft, verbrachte aber lange Zeit seines Lebens in South Carolina. Bevor er Sänger bei Savatage wurde, war er zunächst Schlagzeuger, später Sänger bei einer Band aus Boston namens Wicked Witch. Als Jon Oliva den Sängerposten bei Savatage verließ und nur noch Keyboards spielte, wurde Stevens neuer Sänger der Band. Für Savatage nahm er unter anderem die Alben Dead Winter Dead und The Wake of Magellan auf. Später trat er auch als Sänger in Jon Olivas Nebenprojekt Trans-Siberian Orchestra auf. 2000 stieg Stevens aus familiären Gründen bei Savatage aus, gründete aber später die Band Circle II Circle.

## Diskografie

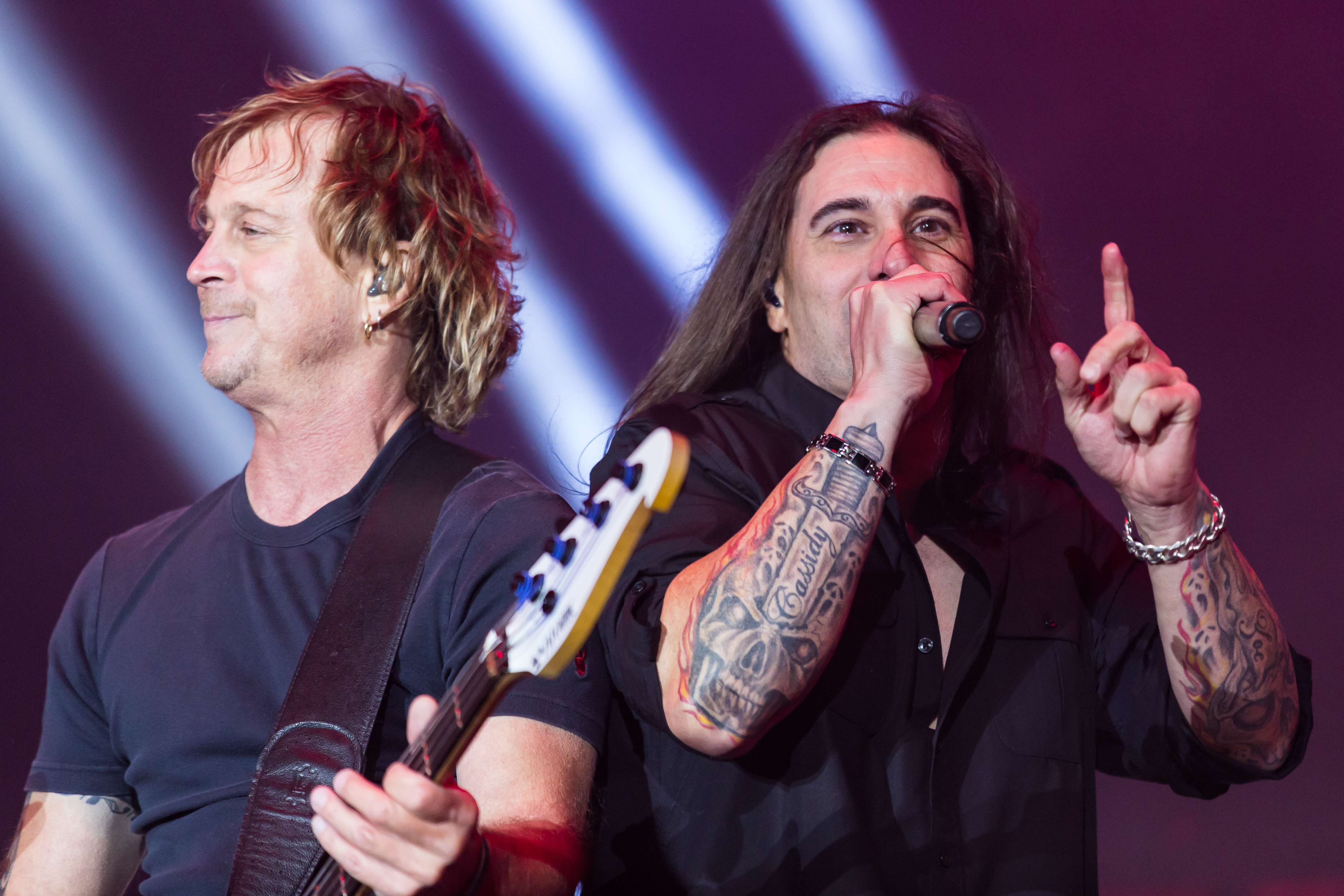
Stevens (r.) mit Johnny Lee Middleton auf dem Wacken Open Air 2015

### Savatage
- Edge of Thorns (1993)
- Handful of Rain (1994)
- Japan Live ’94 (Livealbum 1995)
- Dead Winter Dead (1995)
- The Wake of Magellan (1997)

### Circle II Circle
- Watching in Silence (2003)
- The Middle of Nowhere (2005)
- The Burden of Truth (2006)
- Delusions of Grandeur (2008)
- Consequence of Power (2010)
- Seasons will Fall (2012)
- Live at Wacken (2014)
- Reign of Darkness (2015)

### Tragedian
- Gastgesang bei „Forces of the Light“ auf dem Album Seven Dimensions (2021)[2]